# Yūsuke Kamiji
Yūsuke Kamiji (上地 雄輔 Kamiji Yūsuke?) es un actor, cantante, y tarento japonés. En el mundo de la música, él es conocido por su monónimo Yusuke (遊助 Yūsuke?).

## Biografía
Kamiji se graduó de Yokohama Senior High School. Pertenecía al club de béisbol, mientras que en la escuela y jugó como receptor. Él y Daisuke Matsuzaka jugaron juntos por un año y cuando Matsuzaka se unió al club, con Kamiji fue con quien tuvo su primera practica. Kamiji asumió el uniforme número 2 de otoño en su tercer año, pero se lo entregó al estudiante de primer año Yoshio Koyama (en la actualidad con la Chunichi Dragons) a causa de una grave lesión en el codo derecho durante la práctica.
Después de la secundaria, Kamiji intentó ingresar a la universidad con una beca deportiva, pero lo abandonó después de la lesión en su codo. Entonces decidió hacer su camino como actor. Hizo su debut en la serie dramática "LXIXVXE" en la TBS en 1999. En ese momento, Daisuke Matsuzaka había hecho los titulares del mundo de los profesionales y se informó en varios diarios deportivos japoneses que su "ex esposa", había debutado como actriz. Kamiji que había adquirido una experiencia en pequeños papeles de series de televisión y películas.
Su gran oportunidad fue en una aparición especial en "Quiz Hexagon II", un programa de juegos de celebridades japonesas, en las que se proporcionan comicidad; sino que también es un invitado regular en Fuji TV's Stupid Cara.
Junto con dos de sus habituales compañeros de Quiz! Hexagon II, Takeshi Tsuruno y Naoki Nokubo, Kamiji fue un miembro de una unidad musical llamada Shuchishin. El trío realizó a menudo presentaciones en Hexagon II por un año, hasta que él grupo se disolvió. Desde entonces, Kamiji ha grabado y editado música bajo el mononymo Yusuke (遊助 Yūsuke?, escrito de manera diferente que su nombre legal). Tres de sus sencillos lanzados en 2009 en las listas, "Himawari" alcanzando el puesto #8 en el año, "Tanpopo/Kaizokusen/Sono Kobushi" en el #17, y "Ichō" en el #37.
En 2008, el blog de Kamiji fue reconocido oficialmente por el Libro Guiness de los récords por la mayoría de visitas únicas a la página en un período de 24 horas.
El padre de Kamiji Katsuaki Kamiji, es el congresista de la ciudad de Yokosuka.

## Filmografía/Discografía

### Dramas
- Tobo Bengoshi (2010)
- Gyne (Gynecology) (2009)
- Binbo Man (2008)
- Rookies (2008)
- Scrap Teacher (2008)
- Celeb and Binbo Taro (2008)
- Gokusen 1 (2002)

### Películas
- Crows Zero (2007)
- Crows Zero II (2009)
- The Mole Song: Undercover Agent Reiji (2013)
- The Mole Song 2: Hong Kong Capriccio (2016)
- Project Dreams: How to Build Mazinger Z's Hangar (2020)

### Variedades
- Quiz! Hexagon II

### Sencillos
1. "Himawari" (ひまわり Himawari?, "Girasol") - 11 de marzo de 2009.
2. "Tanpopo/Kaizokusen/Sono Kobushi" (たんぽぽ／海賊船／其の拳 Tanpopo/Kaizokusen/Sono Kobushi?, "Diente de León/Barco Pirata/El Puño") - 24 de junio de 2009.
3. "Ichō" (いちょう Ichō?, "Gingko") - 4 de noviembre de 2009.
4. "Lion" (ライオン Raion?, "León") - 10 de marzo e 2010.
5. "Mitsubachi" (ミツバチ Mitsubachi?, "Miel de Abeja") - 28 de julio de 2010.
6. "Hito" (ひと Hito?, "Humano") - 10 de noviembre de 2010.

### Álbumes
1. Ano.. Konnan Dekimashita Kedo. (あの・・こんなんできましたケド。?   "Ojalá pudiera ser así") - 16 de diciembre de 2009

### DVD
1. Ano.. Konnan Yarimasu Kedo. (あの・・こんなんやりますケド。?  "Deseo que yo podría darte algo.")